# Hypomecis paradetractaria
Hypomecis paradetractaria là một loài bướm đêm trong họ Geometridae.